# Microchess
Pour la variante des échecs appelée « Microchess », voir Minichess.
Microchess, de Peter R. Jennings, était à l'origine un programme d'échecs pour le micro-ordinateur MOS Technology KIM-1, publié pour la première fois le 18 décembre 1976. Microchess, même s'il était tout petit en termes de taille de programme, avait quand même un assez bon niveau sur le KIM-1 avec son microprocesseur 6502, 1 kilooctet de mémoire, un petit clavier hexadécimal semblable à celui d'une calculatrice et un petit affichage à base de segments.
Microchess fut plus tard développé en un programme avec plus de fonctionnalités et des graphismes pour les ordinateurs Commodore PET, Apple II et Atari 400/800. La licence fut aussi donnée à Novag pour son Chess Champion Mk II en 1979 Il s'agit du premier logiciel de micro-ordinateur à se vendre à 50 000 exemplaires, presque exclusivement sur support cassette. Jennings fonda VisiCorp avec Dan Flystra, et la nouvelle compagnie mit Microchess sur le marché du micro-ordinateur alors en expansion. Microchess remporta assez de succès pour que la compagnie puisse lancer ensuite VisiCalc, qui serait son plus grand succès.
Ce jeu est généralement reconnu comme étant le premier programme d'échecs commercialisé.